# Arctesthes avatar
Arctesthes avatar – gatunek motyli z rodziny miernikowcowatych i podrodziny Larentiinae. Występuje endemicznie na Wyspie Południowej Nowej Zelandii.

## Taksonomia
Gatunek ten opisany został po raz pierwszy w 2019 roku przez Briana H. Patricka, Hamisha J.H. Patricka i Roberta J.B. Hoare’a na łamach Alpine Entomology w ramach rewizji rodzaju Arctesthes. Epitet gatunkowy wywodzi się od filmu Avatar, jako że motyl ten jest podobnie narażony na zmianę lub zniszczenie siedliska jak przedstawiony w obrazie Jamesa Camerona lud.

## Morfologia
Motyl ten osiąga od 20 do 22 mm rozpiętości skrzydeł, należąc do największych przedstawicieli rodzaju. Głowa u samicy ma niezmodyfikowane czułki i brązowawobiałe łuski na spodzie głaszczków wargowych, natomiast u samca łuski na spodzie głaszczków wargowych są ciemnoszare, a na biczyku występuje grzebykowanie o ząbkach około cztery razy dłuższych niż szerokości członów. Przednie skrzydła mają u samca tło szare z jasnoochrowo-brązowym podbarwieniem u nasady i wzdłuż odsiebnych części żyłek, natomiast u samicy ich tło jest jaśniejsze. Cień środkowy jest szarobrązowy, u samicy silniej kontrastujący z tłem. Linia proksymalna jest lekko uwypuklona ku brzegowi kostalnemu. Linie przedśrodkowa i zaśrodkowa są lepiej zaznaczone niż u A. titanica. Linia zaśrodkowa jest silnie V-kształnie odgięta pośrodku i ponad tym odgięciem, na poziomie czarnej plamy dyskalnej zębato zakrzywiona. Tylne skrzydła mają tło jaskrawopomarańczowe oraz czarniawo przyprószone łaty nasadowe i krawędzie analne. Linia terminalna ma na nich postać ciemnobrązowej przepaski o lekko powykrawanym wewnętrznym brzegu.
Odwłok samca ma równomiernie zesklerotyzowane tergity od drugiego do szóstego oraz równomiernie zesklerotyzowane sternity, spośród których piąty jest kwadratowawy, trzeci i czwarty podłużnie prawie prostokątne, a szósty podługowato-trapezowaty. Genitalia samca mają wąski i palczasty unkus z niewielkim haczykiem na szczycie, duże, silnie C-kształtnie wygięte i na szczytach stępione labidy, nieliczne ostre zęby na grzbietowej części maniki, płaską i dość wąsko-języczkowatą jukstę z rozdwojonym wierzchołkiem, krótką i dość wąską walwę o zaokrąglonym wierzchołku, wyrostek środkowy nasadowego sklerytu kostalnego falisty i wyraźnie wystający poza obrys kosty, gruby, krótki, ścięty wyrostek sakulusa z gęstymi i drobnymi kolcami na wierzchu i szczycie, V-kształtny sakus, pozbawiony wyraźnych wyrostków językowatych fallus oraz dwie symetryczne łaty dość długich i zakrzywionych cierni w wezyce. Odwłok samicy ma na ósmym sternicie szeroką, płaską i pozbawioną wklęśnięcia płytkę postwaginalną oraz prawie trójkątne płaty pokładełka. Krótki, grubo-błoniasty przewód torebki kopulacyjnej ma bardzo szerokie wejście i szeroko-komorzasty, słabo wyodrębniony przedsionek, natomiast korpus torebki kopulacyjnej jest błoniasty i zaokrąglony.

## Ekologia i występowanie
Owad ten zasiedla okresowe mokradła na Denniston Plateau zdominowane przez rośliny z rodzajów Liparophyllum, Donatia, Ficinia, Oreobolus i Euphrasia. Imagines są aktywne za dnia. Latają w lutym i marcu. Odżywiają się nektarem kwiatowym. Gąsienice żerują na obumierających liściach, łodygach i korzeniach roślin z rodzaju Liparophyllum, w tym z gatunku Liparophyllum gunnii.
Gatunek ten występuje endemicznie w regionie Nelson w północno-zachodniej części Wyspy Południowej Nowej Zelandii. Spotykany jest na rzędnych od 640 do 1000 m n.p.m.